# Curtain Theatre
Pour les articles homonymes, voir Curtain.

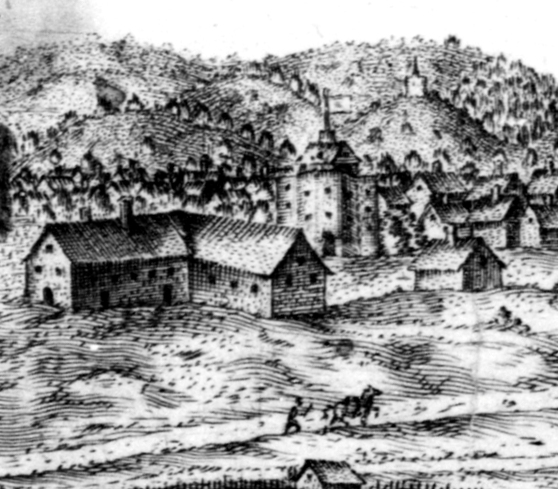
Curtain Theatre vers 1600. Il s'agit du bâtiment cylindrique au second plan, sur lequel flotte un pavillon. Certains spécialistes pensent en fait qu'il s'agirait de The Theatre, l'autre théâtre élisabéthain de Shoreditch.

Le Curtain Theatre, ou simplement le Curtain, est un théâtre de l'ère élisabéthaine situé à Curtain Close, Shoreditch (maintenant dans le Borough londonien de Hackney). L'ouverture du théâtre remonte à 1577. On y représenta des pièces jusqu'en 1622.

## Histoire
Le Curtain fut construit à quelque 200 mètres au sud du premier théâtre historique de Londres, The Theatre, qui ouvrit ses portes un an plus tôt, en 1576. Il fut baptisé « Curtain », car il était situé près d'un lieu appelé Curtain Close, non en raison d'un quelconque rideau frontal, élément théâtral qui ne se répand qu'à l'ère moderne, mais de sa proximité avec les remparts de la Cité, curtain (français courtine) désignant dans le vocabulaire militaire une partie de rempart comprise entre deux bastions.
On ne sait pas grand-chose des pièces représentées au Curtain et des compagnies qui y jouèrent. Il semble qu'Henry Lanman en fut le propriétaire, homme décrit comme étant un « gentleman ». En 1585, Lanman conclut un accord avec le propriétaire du Theatre, James Burbage, pour que le Curtain soit utilisé comme une salle supplémentaire.
De 1597 à 1599, la troupe de Lord Chamberlain, dont faisait partie Shakespeare, y joua lorsqu'elle fut contrainte de quitter leur ancien lieu de représentation, The Theatre pendant ses démêlés avec le propriétaire du terrain sur lequel était construit ce théâtre. C'est ici qu'eurent lieu un grand nombre de premières représentations de Shakespeare, notamment Roméo et Juliette et Henry V. C'est grâce à ce dernier que le Curtain, jusqu'alors banal théâtre de seconde zone, gagne une renommée immortelle, après la description qu'en fait Shakespeare : « this wooden O » (« ce O de bois »). La compagnie de Shakespeare représenta aussi Every Man in His Humour (en) en 1598 d'un des concurrents de William, Ben Jonson. William Shakespeare tient pourtant lui-même un rôle dans la pièce de son rival. C'est un peu plus tard la même année que Johnson gagna une certaine notoriété, après avoir tué l'acteur Gabriel Spencer dans un duel à Hoxton Fields. Les Lord Chamberlain's Men quittèrent le Curtain quand le Théâtre du Globe ouvrit ses portes. Ce dernier fut construit avec les matériaux du « Theatre », démonté subrepticement en décembre 1598. Il fut prêt à accueillir les acteurs et le public en 1599.
Pour autant que l'on sache, Lanman dirigea le Curtain comme une propriété privée durant la première partie de son existence. Pourtant à plusieurs reprises le théâtre fut réorganisé sous la forme d'une sorte d'entreprise à propriétaires ou gérants multiples. L'acteur Thomas Pope, un des membres de la compagnie de Lord Chamberlain, était propriétaire d'une charge du Curtain qu'il légua à ses héritiers dans son testament de 1603. Le membre de la compagnie King's Men John Underwood en fit de même en 1624. Le fait que ces deux acteurs jouèrent à un moment ou à un autre dans la compagnie de Shakespeare indique que la réorganisation du Curtain se déroula lorsque la compagnie y jouait.
En 1603, le Curtain devenait le théâtre de la compagnie des Queen Anne's Men, que l'on connaissait auparavant sous le nom de Worcester's Men. En 1607, The Travels of the Three English Brothers (en) de William Rowley, John Day et George Wilkins, fut représenté au Curtain.
La fin du Curtain est obscure, car on perd toute trace écrite de son existence après 1627. Une plaque moderne en marque aujourd'hui le site, à Hewett Street, près de Curtain Road.
Le Curtain apparaît dans le film Shakespeare in Love'.
En juin 2012, des vestiges du théâtre Curtain (des murs et une cour) sont découverts à trois mètres sous terre sur un chantier immobilier dans le quartier de Shoreditch.